# 在リトアニア日本国大使館
在リトアニア日本国大使館（リトアニア語: Japonijos ambasada Lietuvoje、英語: Embassy of Japan in Lithuania）は、リトアニアの首都ヴィリニュスにある日本の大使館。

## 沿革

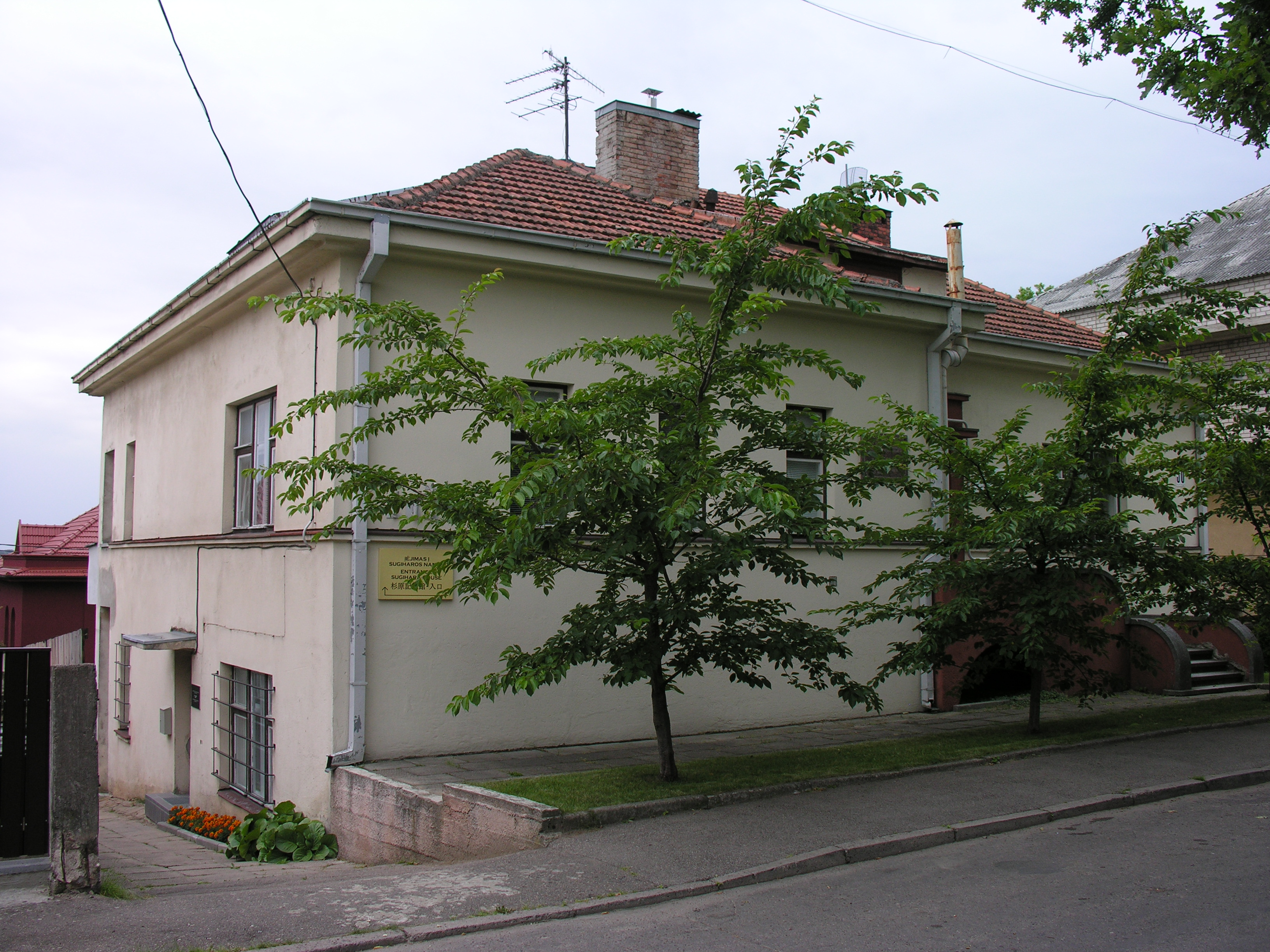
杉原記念館（スギハラハウス）の外観。1939年11月から1940年8月にかけて、日本の領事館として機能していた。

- 1919年1月3日、大日本帝国がリトアニアを事実上承認する[1]
- 1922年12月20日、大日本帝国がリトアニア政府を正式に承認して両国間の外交関係が樹立されたが[2]、これは日ソ基本条約の締結による日ソ国交樹立よりも早い（日ソ基本条約締結は1925年1月20日）[3]
- 1939年11月23日、当時の臨時首都カウナスに帝国領事館（在カウナス日本帝国領事館）が開設されたが、館長は領事ではなく領事代理の杉原千畝副領事が務める[2]
- 1940年6月14日、ソビエト連邦がリトアニアに最後通牒を突きつける[4]
- 1940年6月15日、赤軍がリトアニアに進軍する[5]
- 1940年7月21日、リトアニア人民議会が自国がリトアニア・ソビエト社会主義共和国である旨宣言する[6]
- 1940年8月3日、リトアニアがソビエト連邦に併合され、独立国としての地位を失う[6]
- 1940年8月、諜報活動やユダヤ人へのビザ発給などを行っていたカウナスの帝国領事館が閉鎖に追い込まれる
- 1940年8月28日から9月4日にかけて、カウナス市内のホテル・メトロポリス（メトロポリス・ホテル）に滞在していた杉原千畝がユダヤ人へのビザ発給を継続し、リトアニアを離れるまでに約6000人のビサを発給した[7]
- 1945年8月15日、第二次世界大戦の敗戦により大日本帝国が崩壊[8]
- 1952年4月28日、サンフランシスコ平和条約の発効により日本国が独立する[9]
- 1990年3月11日、リトアニアがソビエト連邦からの離脱と独立を宣言する[10]
- 1991年9月6日、日本がリトアニアを主権国家として承認する[11]
- 1991年10月10日、約半世紀ぶりに日本とリトアニアの外交関係が樹立される[11]
- 1992年6月、コペンハーゲンの在デンマーク日本国大使館が在リトアニア日本国大使館の兼轄を開始する[11]
- 2008年1月1日、ヴィリニュスに在リトアニア日本国大使館が開設される[12]

## 所在地
M.K. Čiurlionio 82b, LT-03100 Vilnius